# أنتوني داوسون
أنتوني داوسون (بالإنجليزية: Anthony Dawson)‏ هو ممثل بريطاني، ولد في 18 أكتوبر 1916 في المملكة المتحدة، وتوفي بنفس المكان في 8 يناير 1992 بسبب سرطان.

## أعمال

### أفلام
- (1962) دكتور نو
- (1963) من روسيا مع الحب
- (1965) كرة الرعد

## وصلات خارجية
- أنتوني داوسون على موقع IMDb (الإنجليزية)
- أنتوني داوسون على موقع ألو سيني (الفرنسية)
- أنتوني داوسون على موقع تيرنر كلاسيك موفيز (الإنجليزية)
- أنتوني داوسون على موقع أول موفي (الإنجليزية)
- أنتوني داوسون على موقع قاعدة بيانات برودواي على الإنترنت (الإنجليزية)
- أنتوني داوسون على موقع قاعدة بيانات الأفلام السويدية (السويدية)
- أنتوني داوسون على موقع قاعدة بيانات الفيلم (الإنجليزية)
- أنتوني داوسون على موقع كينوبويسك (الروسية)